# Jeffries Jr.
Jeffries Jr. è una comica muta del 1924 diretta da Leo McCarey con protagonista Charley Chase.
Il film distribuito il 6 luglio 1924.